# Trypilljakulturen

Trypilljakulturens utbredningsområde.

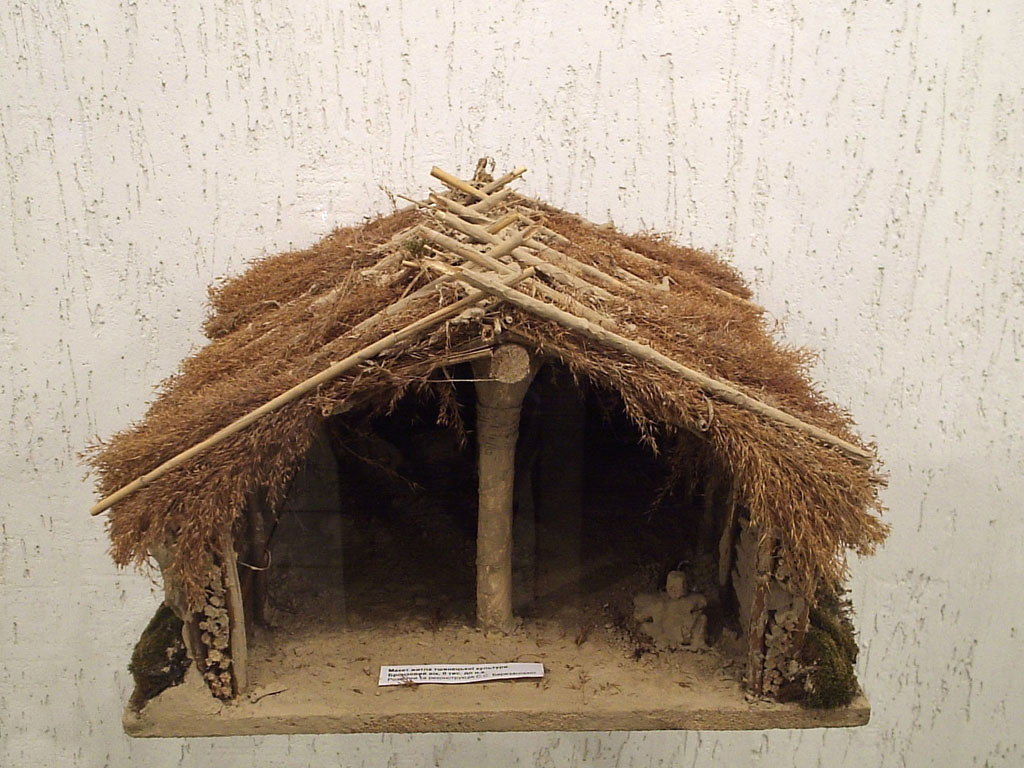
Rekonstruktion av Trypilljahus på museum i Ukraina.

Trypilljakulturen (ukrainska: Трипі́лля) eller Tripoljekulturen, även känt som Kukutenikulturen (rumänska: Cucuteni) är en senneolitisk jordbrukskultur med huvudsaklig utbredning i dagens Ukraina, Moldavien och Rumänien kring nedre Donau. Den fanns cirka 4 000-2 800 före Kristus och var nuvarande regionens första utvecklade jordbrukskultur.
Trypilljakulturen är uppkallad efter en ort nära dagens Kiev. Den äldsta fasen dateras till cirka 4 000-2 300 f.Kr.[källa behövs] Stora boplatser med cirka 200 byggnader och konstruktioner har registrerats. Man tror att så många som upp emot 30- 40 000 personer kan ha bott här. Trypilljakulturen karakteriseras av stora, rektangulära hus, ofta 30 meter långa, placerade i cirklar med en öppen plats i mitten. Keramiken är tunnväggig och vanligen elegant dekorerad med vackra, nästan organiska spiralornament, målade i rött, vitt och svart. Gravarna är hockergravar, rikt utstyrda med keramik och de typiska kvinnofigurerna av lera. Under Trypilljas yngsta fas förekommer även kopparföremål.

## Källhänvisningar
1. ↑   Ukraina i Nationalencyklopedins nätupplaga. Läst 4 mars 2015.